# Amber Bracken
Amber Bracken (Edmonton, Alberta, 1984) es una fotoperiodista canadiense conocida por sus reportajes sobre temas relacionados con los pueblos indígenas de América del Norte.
En 2017 ganó el premio de World Press Photo en la categoría Temas contemporáneos y en 2022 la World Press Photo of the Year.

## Trayectoria
En 2008 obtuvo un diploma en fotoperiodismo del Instituto de Tecnología del Sur de Alberta.
Tras comenzar su  carrera profesional en el Edmonton Sun, Bracken se puso a trabajar por su cuenta.
En 2017 su obra se presentó en la exposición Creative Endeavors en la Galería de Arte de St. Albert.
Bracken fue arrestada en 2021 mientras trabajaba como autónoma para The Narwhal e informaba sobre las protestas ferroviarias y de oleoductos canadienses de 2020. Fue puesta en libertad bajo fianza poco después. Los cargos por desacato civil fueron retirados por Coastal GasLink.

### Premios
Su reportaje sobre las protestas del oleoducto Dakota Access le valió el primer premio World Press Photo en la categoría de temas contemporáneos en 2017.
En 2022 ganó World Press Photo of the Year por su foto de Kamloops Residential School que apareció publicada en The New York Times en 2021.

## Vida personal
Bracken vive en Edmonton.